# Humberto Sorí Marín
Humberto Francisco Javier Sorí Marín (Zaza del Medio, 3 de diciembre de 1915-La Habana, 20 de abril de 1961) fue un político cubano. Tras el triunfo de la Revolución cubana, en enero de 1959, fungió como ministro de Agricultura del nuevo gobierno, pero renunció en mayo de 1959 y desertó a Estados Unidos, donde formó parte de un grupo anticastrista Frente Revolucionario Democrático Cubano. Fue capturado poco antes de la invasión de bahía de Cochinos, tras desembarcar en Cuba con armas y explosivos, y fue ejecutado por un pelotón de fusilamiento tras el fracaso de dicha invasión.

## Orígenes políticos
A comienzos de la década de 1950, Sorí Marín era abogado de profesión y miembro del Partido Auténtico, un partido político cubano de ideología nacionalista.

## Revolución
En 1957, se sumó al Movimiento 26 de Julio, en la Sierra Maestra. En 1958, ayudó a Fidel Castro a redactar las leyes del Ejército Rebelde, y que debían ser introducidas posteriormente en el gobierno revolucionario. La primera ley autorizó juicios sumarios de corte marcial, y penas, que incluían ejecuciones por crímenes como el asesinato, coacción y saqueo; la ley se firmó el 11 de febrero de 1958. El 10 de octubre de 1958, Sorí Marín asistió a Fidel Castro en la introducción de la Ley n.º 2, que promovió un boicot contra las elecciones presidenciales del 3 de noviembre de 1958. También fue vital en la introducción de la Ley n.º 3, que promovió la reforma agraria, una política originalmente propuesta por Fidel Castro en 1953. Sorí Marín fue nombrado Comandante del Ejército Rebelde, en diciembre de 1958, con el cargo de Juez Abogado General.

## En el Gobierno Revolucionario

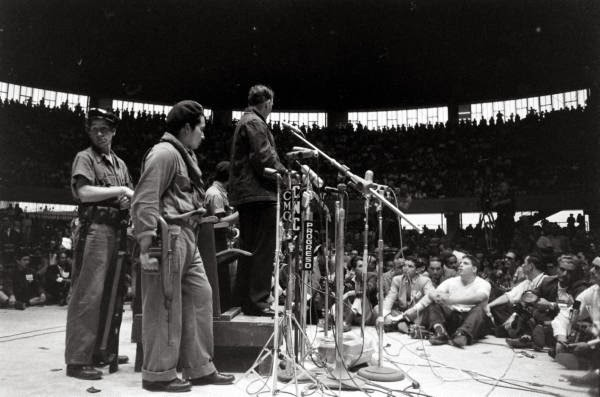
Juicio de Jesús Sosa Blanco.

Tras el triunfo de la Revolución cubana, el 1 de enero de 1959, fue designado ministro de agricultura, bajo el gobierno provisional del primer ministro José Miró Cardona y el presidente Manuel Urrutia Lleó. Sorí Marín fue magistrado en los juicios por crímenes de guerra de 1959 en La Habana. El 23 de enero de 1959, junto a otros dos jueces, presidió el juicio televisado del oficial batistiano Jesús Sosa Blanco, quien tildó a Sorí Marín de cobarde. El 13 de febrero, Fidel Castro fue nombrado primer ministro, y ordenó un nuevo juicio para Sosa Blanco, tras las negativas reacciones internacionales. En el nuevo juicio, el 18 de febrero, Sorí Marín de nuevo condenó a pena de muerte a Sosa Blanco, que fue ejecutado pocas horas después.
Siendo ministro de Agricultura, esperaba poder preservar la propiedad privada de los terratenientes cubanos, y mantuvo conversaciones con los representantes agrícolas de la embajada de los Estados Unidos. Entre sus directores regionales de desarrollo agrícola estaba Manuel Artime, quien en secreto, organizaba actividades anticomunistas.
Sorí Marín ayudó a elaborar el proyecto de la Ley de Reforma Agraria de Cuba, en colaboración con el Che Guevara, pero se ausentó del gabinete el día en que ésta fue aprobada. En mayo de 1959, tras la aprobación de dicha ley, renunció a su puesto de ministro, y se unió a Manuel Artime, Manuel Antonio de Varona, Carlos Prío Socarrás y Aureliano Sánchez Arango en su campaña subversiva para eliminar las influencias comunistas en el gobierno y las fuerzas armadas. Huber Matos, jefe del ejército en la provincia de Camagüey, renunció en octubre de 1959, siendo arrestado poco después. En cuestión de días, Sorí Marín, Aldo Vera Serafín y muchos de sus compañeros anticomunistas abandonaron Cuba para reorganizarse en los Estados Unidos. Sorí Marín, con un fuerte apoyo del oficial de la CIA E. Howard Hunt, desarrolló planes para incrementar las actividades armadas terroristas en Cuba, para derrocar a Fidel Castro. Durante su estancia en Miami, se convirtió en líder del llamado Frente Revolucionario Democrático Cubano (FRD).

## Disidencia y ejecución
En la noche del 13 de marzo de 1961, Sorí Marín, junto a Rafael Díaz Hanscom, Manuel Puig Miyar, Nemesio Rodríguez Navarrete y Gaspar Domingo Trueba Varona desembarcaron en una lancha por el Reparto Celimar, en las costas de Habana del Este, con armas y explosivos. El 18 de marzo los rebeldes junto con Rogelio González Corzo y otros miembros del Frente Revolucionario Unido (FRU), se encontraron en una casa del barrio habanero Siboney. Oficiales de la Seguridad del Estado cubana (G-2) sorprendieron la reunión, y arrestaron a las 11 personas involucradas, que incluía a Eufemio Fernández, médico, jefe de batallón en la fallida Expedición de Cayo Confites, excapitán de la policía, y exjefe de la Policía Secreta cubana durante el gobierno de Carlos Prío Socarrás. La conspiración anticastrista fue llamada Conspiración Santa Rosa de Lima. Durante dicha redada Sorí Marín recibió una herida de bala.
Aldo Vera Serafín, un antiguo oficial de la seguridad cubana, y otros miembros del Frente Revolucionario Democrático Cubano continuaron organizando ataques incluyendo el Incendio de El Encanto, y también planearon rescatar a Sorí Marín y los otros capturados. Pocos días después de la Invasión de bahía de Cochinos, oficiales del G-2 arrestaron a la mayor parte del grupo. El gobierno cubano les celebró un juicio (Causa 152 de 1961), y condenó a Sorí, los acompañantes en su invasión, Rogelio González Corzo, y Eufemio Fernández, a la pena capital. El 20 de abril de 1961, tras el fracaso de la invasión de bahía de Cochinos fueron ejecutados los siete por un pelotón de fusilamiento en la prisión de La Cabaña.